# Cuevas del Campo
Cuevas del Campo es una localidad y municipio español, perteneciente a la provincia de Granada, en la comunidad autónoma de Andalucía. Está situado en el nordeste de la provincia. Su término municipal limita con la provincia de Jaén e incluye dos pedanías: La Colonia y Cañada Morteros, ambos en dirección a Jaén.

## Contexto sociocultural
En la actualidad todavía sigue teniendo fuerza la vivienda cueva, típica de la zona, así como las clásicas casas-cueva, en donde se entremezclan las ventajas de la cueva y las comodidades de una casa. La agricultura sigue siendo la ocupación principal. El olivo es el principal cultivo, siendo el lugar con mayor extensión en olivar de la comarca de Baza; a distancia le sigue el almendro, espárrago, los cereales, pistacho, alfalfa, forrajes y hortalizas.
Años atrás fue destacable el desarrollo de la cunicultura, hoy la ganadería se reduce al caprino lechero de raza murciano-granadina y al ovino segureño. El municipio apuesta fuertemente por el turismo rural, lo que se ve plasmado en distintas iniciativas, como deportes acuáticos en el embalse del Negratín, el baño en sus playas nudista y textil, así como senderismo dentro de un entorno natural semi-desértico y el alquiler de cuevas.
Los terrenos son áridos, salpicados por numerosas ramblas y abundantes pinares.
Destaca el mirador del Campillo, lugar desde donde se ve el embalse del Negratín y el cañón de terreras del cuaternario, o el Cerrillo, desde donde se contempla el mar de olivos centenarios que bañan al pueblo. También son a resaltar los aljibes medievales, los que junto a las cuevas dan el nombre antiguo del lugar (Cuevas del Campo de los Aljibes) y los vestigios de calzada romana que cruza el término municipal, solapada por la vía pecuaria y carretera antigua de Zújar, donde por acción del agua del Negratín se pueden encontrar en la zona restos de cerámica desde la cultura del Argar, ibérica y romana (terra sigilata y horno).
La ruta de senderismo Chimeneas del Negratín transcurre por la solana del monte de utilidad pública, entre espartizales, terreras y pinar carrasco de repoblación, descendiendo hasta una torre vigía excavada en una chimenea de hadas, que da vistas a la Atalaya de Freila, al otro lado del Negratín. Se trata de un Bien de Interés Cultural en estudio, habiendo sido datado previamente en época almohade y posteriormente al siglo VI (Imperio Bizantino, Guerras Justinianas).

## Toponimia
El terreno en el que se asienta el núcleo principal de población se conocía como "Campo de los Aljibes", en alusión a unos aljibes de origen árabe, siglo XII. El asiento poblacional en esta zona durante el siglo XIX fue predominantemente en viviendas-cueva de uso estacional. Se llamó así al nuevo núcleo de población, "Cuevas del Campo de los Aljibes". Éste fue el nombre del pueblo, aunque su extensión llevó a llamarlo tan sólo "Cuevas del Campo".

## Historia
El pueblo nace como un lugar de labranza, en el que los agricultores construían cuevas como refugio provisional mientras recogían las cosechas. Con el tiempo se fueron asentando en estas de manera permanente, hasta configurar un verdadero núcleo poblacional, dependiente de la vecina localidad de Zújar.
El 21 de noviembre de 1980 se publica en el BOE la constitución de Cuevas del Campo como municipio independiente por segregación del municipio de Zújar.
En la Edad del Bronce, se encuentran restos de Cultura Argárica en la ribera del Negratín y las cercanías del río Guadiana Menor, siendo el yacimiento más cercano La Terrera del Reloj, sirviendo este río como paso hacia las minas de plata de Sierra Morena.
Igualmente, se ha comprobado que ya trabajaban en esta época un recurso endógeno muy extendido por esta zona: el esparto. De esta época hay hallazgos arqueológicos que ratifican los asentamientos, como urnas funerarias con su ajuar correspondiente, formado por vasos y copas carenadas, hachas de sílex, etc.
Tenemos que dar un gran salto en la historia porque no disponemos ya de vestigios hasta la época romana. De esta época, en nuestro pueblo, se hallan enterradas varias cisterna romanas que tenían la importante misión de acumular agua de lluvia para el abastecimiento de las legiones romanas en su tránsito por la Vía Augusta, que unía la importante población minera de Cástulo (cerca de Linares) con el Levante (Cartagena) pasando por Hactara (Zújar) y Basti (Baza). Todo esto nos indica que el Camino Real del Sur pasaba por la actual Cuevas del Campo.
Posteriormente, en documentos escritos encontrados en el Cabildo de Zújar y que datan del 1 de agosto de 1599, referente al robo de una pila de ganado, se advierte que pastores zujareños explotaban estas tierras para el pasto de sus ganados, instalando en un aljibe del Campo de la Cañada del Aljibe (actual Cuevas del Campo) una pila para dar de beber a sus ganados, la cual, al cabo de unos años, fue robada por gente de Pozo Alcón.
Asimismo, encontramos un interesante documento, de 3 de julio de 1609, en el Ayuntamiento de Zújar, mediante el cual se solicita sacar una acequia de agua del río Guadalentín, en el paraje conocido como la Cerrada del Guadalentín, para regar las tierras del Campo del Aljibe y Chaparral (ambos del actual término de Cuevas del Campo). Este hecho da lugar a la roturación y cultivo, por primera vez, de las tierras de este municipio por parte de vecinos zujareños.
Durante todo el siglo XVII continuaron los enfrentamientos entre gente de Pozo Alcón y Zújar para establecer los linderos y su respectiva jurisdicción del ya referido Campo del Aljibe, que finalmente, pasó a propiedad de la villa de Zújar, el 29 de enero de 1699, con la colocación de una piedra de molino bautizada como “El Mojón de la Retama”.
A partir de aquí, el Campo del Aljibe fue poblándose poco a poco. En principio por zujareños, familias de agricultores, que para evitar los traslados permanentes para atender las labores de sus posesiones, en lo que hoy es el término municipal, excavaban cuevas en las lomas para su vivienda y aparejos del campo y del ganado. Y después, por gente venida desde Freila, Albox, sierra de Baza, Cúllar, y otras muchas de la provincia de Jaén. Así se llega, hasta finales del siglo XIX, donde Cuevas del Campo del Aljibe se constituye como un núcleo de población considerable, anejo de Zújar.
El crecimiento fue lento (en 1887 había 87 cuevas y una sola casa). Parece ser, que fue con la concesión del Canal de Iturralde, pocos años después, en 1891, para poner en regadío la zona, cuando dio comienzo el asentamiento significativo de colonos en lo que hoy constituye el núcleo de población de Cuevas del Campo.
Es, por tanto, un pueblo surgido de la necesidad de aproximar el lugar de residencia, de las familias zujareñas, a las buenas tierras de cultivo de la gran meseta sobre la que se asienta.
Por ello, que en sus principios, las primeras viviendas obedecían a un carácter provisional y descuidado, pues eran concebidas para un uso de temporada, coincidente con el faenado propio de las tierras de cultivo. Así, y dado que las primeras viviendas no se destinan a residencia permanente, sino más tarde, es por lo que se construyen con escasa calidad. Muchas de ellas son simples refugios donde pasar una noche, aprovechando para ello, la especial constitución orográfica del terreno donde hoy se asienta el núcleo principal urbano, constituido por una serie de lomas y valles, que facilitan la excavación de cuevas, en un terreno, no excesivamente duro y bastante impermeable. Y hasta tal punto prolifera aquí este tipo de vivienda troglodita, que eso fue lo que le dio nombre al pueblo.
Las mismas razones apuntadas son las que motivan el crecimiento desordenado que hoy día permanece, y que constituye la característica principal y el condicionante más importante del desarrollo urbanístico de Cuevas del Campo.
El aprovechamiento máximo de la orografía para la excavación de cuevas ha propiciado la aparición de hileras de éstas, superpuestas y escalonadas, en la pendiente de las lomas. Barrios como Cuartones, Decaradas y Omiso Bodega, son ejemplos claros de ello.
Paralelamente a la aparición de los barrios trogloditas, se producen los asentamientos de viviendas-casa, en lo que hoy es el centro urbano y a ambos lados de lo que fue la carretera comarcal que atravesaba el núcleo de población.
Al hacerse definitivos los asentamientos, las viviendas-cueva evolucionan y aparecen edificaciones en sus fachadas o sobre la propia cueva, realizadas con materiales constructivos modernos, de modo que, la gran mayoría de éstas, hoy día, poseen habitaciones de casa y de cueva, utilizándose las primeras como lugar habitual de vida, y como dependencias complementarias, las segundas.

## División administrativa
Los núcleos de población existentes, dentro del término municipal, lo constituyen, además de la capital Cuevas del Campo, con una superficie de 544 600 m², La Colonia, Cañada Morteros y los caseríos del Cejo Retamar y Cueva del Pino.
El anejo de La Colonia, constituido por una única calle, de aproximadamente 12 m de anchura por 250 m de largo, en la que a ambos lados de la misma se suceden unas 40 viviendas adosadas en hileras, cuya altura media es de planta baja y piso, ubicándose en la parte posterior de las mismas los corrales y dependencias anejas.
Esta agrupación de viviendas, que hoy ocupan ll5 personas, fue en sus orígenes un asentamiento por colonos a finales siglo XVIII, creado por la Sociedad Lazo-Pacheco, dedicada a la explotación agropecuaria de los primitivos regadíos de la zona, a través del Canal de Iturralde. Con fecha, 19 de junio de 1875, tenemos constancia de la concesión hecha al ingeniero de caminos, don José Mª Iturralde y Consorcios, para derivar agua del río Guadalentín. Y que por dificultades económicas a la realización de la obra (presa, canales y acequias), don Antonio Lazo Rebollo, receptor por transferencia del titular de la concesión, hubo de renunciar a la misma y a sus ventajas (libertad de tarifas y a perpetuidad), para poder obtener subvención estatal. Así nace la concesión, de 26 de mayo de 1891, limitada en el tiempo (99 años) y sujeta a las tarifas de riego señaladas por el disfrute de la subvención estatal para la realización de la obra. Se dispone, que pasados 99 años, todo el aparato de riegos pasara a la Comunidad de Regantes. Por iguales motivos, el Sr. Lazo, ha de asociarse y pasar la titularidad de la concesión a la “Sociedad Mercantil Colectiva Lazo, Pacheco y Martínez”. Este asentamiento, así como las tierras, que originariamente eran propiedad de la extinguida sociedad, han pasado a mano de sus antiguos colonos, que continúan hoy sus trabajos y tareas de explotación agrícola y ganadera de una de las zonas más fértiles de las tierras cultivables del término municipal: la Cañada de los Aljibes (la Vega) y El Chaparral (zona olivarera).
Por la ley, de 17 de julio de 1953, se aprueba el “Plan Jaén” que, entre otras cosas, contemplaba la construcción del pantano de La Bolera. La realización de esta obra contaba con un problema, no se podía realizar, ya que la concesión de esta agua era de “Lazo, Pacheco y Martínez”, por lo que la Comunidad de Regantes tuvo que hacer muchas gestiones para conseguir esta titularidad. En 1968 se terminaban las obras de la presa del pantano de La Bolera. Después, siguieron las obras complementarias, como canales, acequias, caminos de servicios, etc. Dentro de este plan, se construyeron la iglesia y el edificio del ayuntamiento.
El pueblo de Cuevas del Campo tiene pocas tradiciones, escaso arraigo y poca historia: es un pueblo joven. Quizá el hecho más importante sea la historia de su segregación del municipio de Zújar, que después de muchos avatares y controversias, acabó felizmente el 21 de noviembre de 1980, mediante el Real Decreto n.º 2916/1980, aprobado en Consejo de Ministros.

## Demografía
Cuevas del Campo cuenta con una población de 1775 habitantes (INE 2024).
| Gráfica de evolución demográfica de Cuevas del Campo entre 1991 y 2021 |
| |
| Población de derecho según los censos de población del INE Población de hecho según los censos de población del INEEn 1981 aparece este municipio porque se segrega del municipio Zújar |

## Economía

### Evolución de la deuda viva municipal
| Gráfica de evolución de Deuda viva del Ayuntamiento de Cuevas del Campo entre 2008 y 2019                                |
| |
| Deuda viva del Ayuntamiento de Cuevas del Campo en miles de Euros según datos del Ministerio de Hacienda y Ad. Públicas. |

## Medio físico
El término municipal de Cuevas del Campo, situado entre los 800 y 900 m de altitud sobre el nivel del mar, se encuentra al noreste de la provincia de Granada, a 37° 36′ de latitud norte y 2° 55′ de longitud oeste, enclavado en una amplia altiplanicie
miocénica, caracterizada por su elevada altitud y su relativo suave relieve, que contrasta
vivamente con el cinturón de sierras que la circundan: Sierra Arana por el sureste, Cazorla, Segura y la Sagra por el noroeste, las de Baza y Filabres por el suroeste, y las de María, Topares y Jara al este.
Esta altiplanicie, durante mucho tiempo, estuvo inundada por un pequeño brazo de mar que pasó a convertirse en un inmenso lago de aguas semi saladas. Comenzó a desecarse hace miles de años, al ser capturadas sus aguas por el río Guadalquivir y el Guadiana Menor en su punto más bajo, en el entorno del embalse del Negratín. La árida llanura esteparia que ocupa hoy todo el centro de este territorio no es más que el fondo de lo que fue este lago.
La denominación de esta zona como “altiplano” queda claramente justificada si consideramos que todos los municipios de la misma se encuentran situados a una altitud entre 700 y 1200 m. El Altiplano Granadino constituye una unidad geológica con entidad propia, integrada en buena medida por la denominada Hoya de Baza, que se originó a finales de la Era Terciaria, cuando tuvo lugar el plegamiento de las Cordilleras Béticas.
Este término municipal de Cuevas del Campo, que limita al norte con el término municipal de Pozo Alcón, en la provincia de Jaén; al oeste con los términos municipales de Pozo Alcón y Dehesas de Guadix; al sur con los términos municipales de Freila y Zújar, y al este, con el término municipal de Zújar, tiene una extensión de 97 km², que representa el 0,75 %, respecto al total de la provincia, encontrándose la capital del municipio a 855 m de altitud y a una distancia de Granada capital de ll5 km.
En un encuadre más amplio, Cuevas del Campo pertenece a la comarca natural de la Hoya de Baza y en todas las divisiones comarcales establecidas a efectos geográficos, agrícolas, sociales, etc., este municipio está incluido en la comarca de Baza; junto con los municipios de Baza, Benamaurel, Caniles, Cortes de Baza, Cúllar, Freila y Zújar.
Cuevas del Campo forma parte de la porción más norteña, elevada y fría de las altiplanicies granadinas. Está a caballo entre las altas tierras de Huéscar y las de las comarcas de las Hoyas de Baza y Guadix. Este municipio está situado en el borde de contacto de la Cordillera Subbética y la Cordillera Penibética, participando, levemente, de las características orográficas y morfológicas de ambos conjuntos.
Orográficamente, el término municipal está constituido por una amplia meseta, que se extiende próxima a las faldas del sur de las sierras de Pozo Alcón y Cazorla, y que interrumpe o limita, la profunda depresión que origina el encajamiento del río Guadiana Menor y su afluente el río Guadalentín, cauces que sirven de límite del término municipal, con los de Zújar y Freila.
El suelo, en Cuevas del Campo, se caracteriza por la presencia de rocas sedimentarias, principalmente gravas, conglomerados y calizas, que dan lugar a paisajes semidesérticos.
El paisaje del llano o meseta, en la que se sitúan las buenas y ricas tierras del regadío, con gran predominio del olivar, en el paraje denominado “El Chaparral”, y una extensa vega, que se extiende en dirección norte, denominada “Cañada de los Aljibes”; contrasta, con los suelos pobres, de vegetación esteparia, alternando, con vertientes de margas y arcillas, profundamente abarrancadas, en un típico relieve de badlands o malas tierras, que terminan en la estrecha pero fértil vega del Valle del Guadiana Menor.
En las vertientes de los ríos Guadiana Menor y Guadalentín, para que pudieran, de algún modo, contener el progreso erosivo de arrastres por aguas de lluvia, de las embarrancadas tierras del margen derecho de estos ríos, aparece un tipo de pinar, caracterizado por su juventud y mala calidad, debido a que las tierras en las que se desarrolla, de constitución profundamente arcillosa, son poco idóneas para permitir que crezca con facilidad.
La aridez de esta zona es, en parte, corregida por la aparición de esas masas forestales, de implantación relativamente reciente, que tienen mayor significado en la vertiente del río Guadalentín y, especialmente, en la zona denominada “Hoya de los Corzos”. En este paraje el monte bajo está prácticamente consolidado y produce un aspecto paisajístico mucho más en consonancia con las zonas próximas del parque natural de la Sierra de Cazorla.
Junto a las masas forestales de pino carrasco y ciprés, se desarrolla un monte bajo de estepa, en el que predominan los pastos pobres, especialmente los espartizales, que, junto con las alcaparreras, constituyen los únicos aprovechamientos rentables de este tipo de monte.
La fauna que se desarrolla está constituida por pequeños mamíferos y aves, que se adaptan a un medio forestal pobre como éste. Destacan las especies de caza menor como son la liebre y el conejo de campo; aves como la perdiz, la codorniz, el buitre, el petirrojo y el gorrión; y depredadores de escasa entidad como el zorro, la jineta y el tejón.
Destacar la existencia de una fauna piscícola de cierta entidad, constituida principalmente por barbo, carpa, trucha y cangrejo, que se desarrolla en las abundantes aguas de los ríos Guadalentín y Guadiana Menor.
Por su configuración, esta zona presenta un clima mediterráneo continentalizado, con veranos calurosos, superando fácilmente los 40 grados, y muy secos, con al menos dos meses de absoluta carencia de precipitaciones (julio y agosto), y unos inviernos fríos y prolongados, de nubosidad media y lluvias relativamente escasas. Consecuencia de esta continentalidad, hacen que la primavera y el otoño sean estaciones cortas e irregulares, con valores medios suaves.
Las oscilaciones térmicas diurnas, como una secuela más de la continentalidad, son también importantes. Estas oscilaciones permiten en los estíos el fresco nocturno tras el bochorno de las horas de insolación intensa, pero también denuncian las inversiones térmicas, que en las noches invernales provocan fuertes heladas.
Debido a la altitud y a las cadenas montañosas que circundan el altiplano, queda reducido, de manera decisiva, el volumen de precipitaciones, situándose la media anual en torno a los 350 litros por metro cuadrado. Estas precipitaciones se concentran fundamentalmente en primavera (marzo y abril) y otoño. Mientras que en los meses de verano el volumen de precipitaciones es casi nulo, causados principalmente por la persistencia en esta estación del anticiclón de las Azores y, secundariamente, por el anticiclón continental del norte de África. Ocasionalmente, pueden producirse tormentas por el calentamiento del suelo, o por la irrupción de masas de aire frío en altura, que desencadenan una gran inestabilidad.
Este clima, con temperaturas extremas y baja e irregular pluviometría, es mediocre para la agricultura, ya que, como es sabido, para los secanos cerealistas son importantísimas las lluvias de otoño y primavera, puesto que aseguran, por una parte, la siembra y germinación y, por otra, el crecimiento y granazón, quedando entre ambos la etapa invernal, de relativo parón vegetativo. Por su parte, el total de precipitaciones de octubre a mayo, así como el clima de este último mes, son decisivos para el olivar.
En consecuencia a lo expuesto la agricultura sólo es floreciente cuando se beneficia de los regadíos y en este punto casi la tercera parte del término municipal de Cuevas del Campo se beneficia de esta posibilidad, gracias a la zona regable del Guadalentín, posibilitada por el embalse de La Bolera y su red de canales y acequias, que permiten regar una superficie de 2800 hectáreas.
El término municipal de Cuevas del Campo, enclavado en la cuenca del río Guadiana Menor, es una zona que dispone de abundantes recursos hidráulicos. Son de destacar: los ríos Guadalentín y Guadiana Menor, la rambla del Moral, que discurre por el este y cuyas aguas afluyen al río Guadalentín, la rambla de la Zahúrda, que discurre por el sur y afluye en el Guadiana Menor, y las ramblas de Salomón y de la Matanza, que discurren por el oeste y que también afluyen al Guadiana Menor, aunque fuera ya del término municipal. De menor importancia existen varias ramblas al sureste del término municipal, cuyo carácter es sólo temporal, como son: Doblas, Arúm, Cijira, etc.
El río Guadalentín, que discurre por el noreste, nace en la sierra de Pozo Alcón (Jaén), y aunque tiene una cuenca relativamente pequeña (163 km²), sin embargo, goza de grandes aportaciones. Está regulado aguas arriba, dentro del término municipal de Pozo Alcón (Jaén), y a tan sólo 19 km del casco urbano de Cuevas del Campo, por el embalse de La Bolera, siendo su presa de gravedad, de planta curva con aliviadero, vertiendo por coronación, con una capacidad de 53 hm³, una superficie de 240 ha y una longitud máxima de 6 km.
Este embalse tiene como finalidad la dotación de agua potable a los municipios de Pozo Alcón y Cuevas del Campo, y el abastecimiento de una zona regable de 5800 hectáreas de terreno, de las que 2800 pertenecen a este término municipal.
Esta obra, que se terminó en l968, ha tenido un impacto muy importante para el término municipal de Cuevas del Campo, ya que ha potenciado enormemente el sector agrícola, que es el sector económico básico del municipio.
Junto con la red de canales y acequias que surcan toda la zona regable, se ha construido una amplia red de caminos que permiten la fácil salida de los productos cultivados, así como el acceso cómodo de maquinaria agrícola para mejorar la mecanización de esas tierras.
Hasta hace poco más de unos 10 000 años, la cuenca del Guadiana Menor era un lago salado interior, donde aportaban sus sedimentos numerosos riachuelos procedentes de Sierra Nevada, Filabres y el Macizo de Cazorla y Segura. Su trayecto surgió de forma accidentada y violenta, excavando profundos barrancos, dejando al descubierto arcillas yermas, cargadas de yesos y de sales, cantos rodados y arenas marinas. Sobre el río Guadiana Menor, que se forma por la unión de los ríos de Caniles (Golopón y Gallego), Baza, Guardal, Cúllar, Castril, Huéscar, Galera y Guadalentín, todos ellos no muy importantes pero que cumplen una importante función de canalización y captación de las escasas precipitaciones del Altiplano Granadino. En el paraje denominado “Negratín”, exactamente, aguas arriba de la confluencia de la rambla de Baúl, se ha construido la presa del Negratín, que inaugurada, el 16 de julio de l985, supone, con su importante capacidad de embalse (567 hm³), y una longitud máxima de coronación de 22 km, la creación de un gran lago artificial (“El Mar del Altiplano”) de 2170 ha, de las que más de la mitad quedan dentro del término municipal de Cuevas del Campo. Y, si bien, aunque no beneficia directamente al municipio con la creación de nuevos regadíos, pues su finalidad es la de regular el caudal del río Guadalentín, evitando sus catastróficas inundaciones; sin embargo, sí que se dejarán sentir sus beneficiosos efectos, al modificar todo el ecosistema del entorno con la creación de un microclima, permitiendo un mayor desarrollo de sus masas forestales y creando nuevas situaciones a efectos paisajísticos, turísticos, recreativos, etc., con el fomento de actividades que pueden potenciar el crecimiento de Cuevas del Campo, junto con los demás municipios de la zona.

## Fiestas
- Fiestas de San Isidro Labrador, del 15 al 18 de mayo.
- Fiestas de los Emigrantes, del 15 al 19 de agosto.
- Fiesta del Santo Ángel, el 2 de octubre.
- Semana Santa Viviente,

## Gastronomía
La gastronomía más típica está influenciados por la tradición morisca y castellana. Esta cocina está caracterizada por productos básicos como: legumbres, hortalizas, carnes y cereales. Entre los platos más tradicionales tenemos: gachas de maíz, migas de harina, pepitoria de gallina, gachastortas, cocido de legumbres, gurullos, "fritá" de tomate con pimiento asados, patatas " a lo pobre" y los sabrosos embutidos caseros.
Cabe destacar la importancia de la repostería: floretas, paparajotes (masa a base de harina, huevo, levadura, sal y agua), tortillas (masa de pan frito con azúcar), roscos fritos, almendrados, etc.
También son propios de esta zona algunos licores como el chimichurri, la mistela y otras bebidas como la cuerva.